# Hans Sigl
Hans-Dieter Sigl (ur. 7 lipca 1969 w Rottenmannie) – austriacki aktor filmowy, teatralny i telewizyjny, kabareciarz.

## Kariera
Hans Sigl urodził się w kraju związkowym Styria. Uczył się aktorstwa, śpiewu oraz tańca w Tiroler Landestheater w Innsbrucku, gdzie w latach 1993–1999 był członkiem grupy teatralnej. Następnie przeniósł się do grupy teatralnej Bremer Shakespeare Company w Bremie.
Największą popularność Hansowi Siglowi przyniosły role majora Andreasa Blitza w serialu „SOKO Kitzbühel” (2001–2006) oraz doktora Martina Grubera w serialu „Górski lekarz” – remake'u „Doktora z alpejskiej wioski” (od 2008) oraz własny program rozrywkowy i widowisko, który prowadzi „Hintze und Sigl”.

## Filmografia
- 1994: Ich gelobe – Motorniczy
- 1999: Tierarzt Dr. Engel – Karlheinz Vogel
- 1999: Komisarz Rex – Sprzedawca broni
- 2000: Julia – Eine ungewöhnliche Frau – Agent nieruchomości
- 2000–2002: Marienhof – Cjelko Nemec vel Bogdan Vogt
- 2001–2006: SOKO Kitzbühel – Major Andreas Blitz
- 2002: Der Bulle von Tölz: Liebespaarmörder – Franz Hauswirth
- 2002: Regentage – Bernd Lahoda
- 2003: Forsthaus Falkenau – Lekarz pogotowia
- 2003: Schlosshotel Orth – Oskar Krüger
- 2005: Das Traumhotel – Matthias Greiner
- 2001: Zwei Affären und noch mehr Kinder – Bernd Lahoda
- 2007: SOKO Donau – Stefan Hufnagel
- 2007: Schuld und Unschuld – Benediktus Spranger
- 2007: Zodiak – Der Horoskop-Mörder – Felix Vogler
- 2008: Das Geheimnis des Königssees – Maximilian Leitner
- 2008: Der Nikolaus im Haus – Kurt Klett
- od 2008: Górski lekarz – Dr Martin Gruber
- 2010: Schnell ermittelt – Thomas Frantek
- 2011: Klarer Fall für Bär – Richard Bär
- 2012: Die Wüstenärztin – Gerd
- 2012: Górski lekarz – Wirus – Dr Martin Gruber
- 2013: SOKO Köln – Hannes Schaffrath
- 2013: Mord in bester Gesellschaft – Kucharz Max Loderer
- 2015: Einer für alle, alles im Eimer – Ingo Bäumler
- 2019: Flucht durchs Höllental – Klaus Burg

## Nagrody
- 2014: Romy w kategorii Najpopularniejszy aktor w serialu telewizyjnym
- 2015: Goldene Henne – Nagroda Publiczności
- 2016: Romy w kategorii Najpopularniejszy aktor w serialu telewizyjnym
- 2017: Romy w kategorii Najpopularniejszy aktor w serialu telewizyjnym
- 2017: Goldene Henne – Nagroda Publiczności

## Życie prywatne
Hans Sigl był w związku z Katją Keller, z którą ma syna Nepomuka Jima (ur. 2004). Obecnie jest żonaty z niemiecką piosenkarką – Susanne, z którą wziął ślub w 2008 roku. Mieszkają w Monachium.